# Ефремов, Александр Владиславович
Алекса́ндр Владисла́вович Ефре́мов (29 июля 1957 года, Тобольск — 12 мая 2000 года, Грозный) — советский и российский фотокорреспондент, военный корреспондент, сотрудник тюменской газеты «Наше время». Погиб при исполнении служебных обязанностей во время Второй чеченской войны.

## Биография
Родился 29 июля 1957 года в городе Тобольске Тюменской области (по другим данным, в селе Абалак Тобольского района Тюменской области).
Учился в школе города Заводоуковска, затем воспитывался в школе-интернате № 4 города Тюмени. Получив среднее образование, поступил в городское профессионально-техническое училище № 6, по окончании которого получил специальность мастера-краснодеревщика. Позднее работал мастером-косторезом. Увлекался парашютным спортом, совершил более 50 прыжков с парашютом.
С сентября 1979 года профессионально занимался фотографией. Окончил двухгодичные журналистские курсы, после чего на протяжении ряда лет трудился в пресс-службах нефтяных предприятиях Тюменской области. Многократно выезжал на месторождения нефти в Западной Сибири, освещая их разработку. В сентябре 1984 года впервые опубликовался в областной газете. С января 1991 года работал в газете «Тюменский комсомолец», впоследствии переименованной в «Наше время». Снимки Ефремова многократно публиковались в печатных изданиях как Тюменской области, так и всей России (в частности, «Солдат фортуны», «Техника — молодёжи», «Техномастер», «Морской сборник»). В 1999 году удостоен диплома Тюменского регионального отделения Союза журналистов России «Лучший фотокор года».
С началом боевых действий на Северном Кавказе Ефремов дважды в 1995 году командировался в Чеченскую Республику, где освещал события, происходившие в ходе Первой чеченской войны. Когда началась Вторая чеченская война, весной 2000 года он по собственному желанию вновь поехал в зону боевых действий, и 11 мая 2000 года прибыл в Грозный. На следующий день на окраине чеченской столицы машина, в которой находились три офицера милиции и фотокорреспондент Ефремов, была подорвана установленной сепаратистами миной. В результате произошедшего взрыва Ефремов, подполковник Л. Поперечный и капитан П. Жураев погибли на месте.
Похоронен на Червишевском кладбище города Тюмени.
Указом Президента Российской Федерации фотокорреспондент тюменской газеты «Наше время» Александр Владиславович Ефремов посмертно был удостоен медали «За отвагу». Кроме того, он посмертно награждён памятным знаком к 20-летию Тюменского ОМОНа.

## Память
- В городе Тобольске установлен памятник Александру Ефремову, носящий название «Жизнь за правду». В церемонии его открытия в 2016 году приняли участие заместитель председателя Государственной Думы Российской Федерации Сергей Железняк и Губернатора Тюменской области Владимир Якушев[5].
- Имя Ефремова носит ежегодно проводящийся в Тюменской области фотоконкурс[6], также ежегодно проходят выставки памяти журналиста[7].